# Taeniomastix sumatrana
Taeniomastix sumatrana är en tvåvingeart som beskrevs av Günther Enderlein 1942. Taeniomastix sumatrana ingår i släktet Taeniomastix och familjen Pyrgotidae. Inga underarter finns listade i Catalogue of Life.